# The Popcorn (álbum)
The Popcorn é o 29º álbum de estúdio do músico americano James Brown. O album foi lançado em agosto de 1969 pela King Records. Foi arranjado por Alfred Ellis.

## Faixas
| N.º | Título                     | Duração |  |
| 1.  | "The Popcorn"              | 3:01    |  |
| 2.  | "Why Am I Treat So Bad"    | 6:04    |  |
| 3.  | "In the Middle, Pt. 1 & 2" | 6:50    |  |
| 4.  | "Soul Pride, Pts. 1 & 2"   | 4:28    |  |
| 5.  | "A New Shift"              | 3:37    |  |
| 6.  | "Sudsy"                    | 4:41    |  |
| 7.  | "The Chicken"              | 4:04    |  |
| 8.  | "The Chase"                | 0:29    |  |